# Polányi Ferenc

A hídvégi Polányi család címere

Hídvégi Polányi Ferenc (fl. 1509–1547), Vas vármegye alispánja, országgyűlési követe, kapuvári várnagy, földbirtokos.

## Élete
Az ősrégi Vas vármegyei nemesi származású hídvégi Polányi család sarja. Apja hídvégi Polányi Osvát (fl. 1458-1518), szlavón vice-bán, Vas vármegye alispánja, földbirtokos, anyja háshágyi Háshágyi Katalin (fl. 1476), akinek a szülei háshágyi Háshágyi István (fl. 1440–1493), országbírói ítélőmester, földbirtokos és nemes Somi Judit (fl. 1472–1476) voltak. Polányi Osvátné Háshágyi Katalinnak az elsőfokú unokatestvére Háshágyi Dénes (fl. 1483–1536), nagykanizsai várnagy, Zala vármegye országgyűlési követe, földbirtokos volt.
Polányi Osvát feleségétől, Hássághi Katalintól született két fia, Polányi György és Polányi Ferenc számára 1509-ben kapott birtokaira királyi megerősítést. Polányi Ferenc, apját követve két alkalommal is Vas vármegye alispánja, először 1527-ben Batthyány I. Ferenc, majd 1543 és 1547 között Nádasdy Tamás főispán familiárisaként. 1532-ben kapuvári várnagy, és ugyanabban az évben Vas vármegye országgyűlési követe a kenesei gyűlésen, és ott volt 1547-ben a dunántúli nemesség Hídvégen tartott gyűlésén is, ahol ő lett a portánként kivetett egy forintos hadiadó kezelője.
1547-ben Polányi Ferenc végrendelkezett hídvégi kastélyában. Abban saját familiárisainak pénzt és ruhaneműt hagyott, s úgy rendelkezett, hogy a hídvégi plébániatemplomba temessék, szőnyegbe csavarva. Kiskorú fiainak védőjéül Nádasdy Tamást és devecseri Choron András zalai főispánt kérte fel, a végrendelet végrehajtójául pedig Katalin leánya férjét, Kerecsényi Mihályt, valamint Bejczi Ambrust, Csányi Ákost és Ravoni Mihályt, a Nádasdy Tamás körül kialakult, a dunántúli köznemesség vezető szerepet betöltő, kiemelkedő és tanult képviselőit. A hídvégi kastélyában elhunyt Polányi Ferenc vasi alispán két fia, Sebestyén és Imre 1547-ben még kiskorú volt. Végrendelete szerint Sebestyént már taníttatta, Imre taníttatására pedig 500 forintot rendelt. Három leánya között volt a már említett Katalin, Kerecsényi Mihályné, valamint Zsófia, Ivánczi Istvánné és Krisztina, pölöskei Ördög Ferenc neje már házasok.

## Házassága és leszármazottjai

A Hosszútóthy család címere

Felesége hosszútóti Hosszútóthy Dorottya (fl. 1547), akinek a szülei Hosszútóthy György (fl. 1488–1528), Zala vármegye alispánja, követe, földbirtokos és váti Váthy Katalin (fl. 1477–1508) voltak. A menyasszonynak az anyai nagyapja váti Váthy Mihály (fl. 1446–1466), Hunyadi János kormányzónak a kancellárja, ítélőmestere, földbirtokos volt. Polányi Ferenc és Hosszútóthy Katalin frigyéből született:
- hídvégi Polányi Sebestyén (fl. 1547–1556), földbirtokos. Neje: csébi Pogány Brigitta.
- hídvégi Polányi Imre (fl. 1547).
- hídvégi Polányi Katalin. Férje: kányaföldi Kerecheny Mihály, alnádor, Zala vármegye alispánja, földbirtokos.
- hídvégi Polányi Zsófia. Férje: ivánczi Ivánczy Farkas, földbirtokos.
- hídvégi Polányi Krisztina (fl. 1598–1616). Férje: pölöskefői Eördögh Ferenc (fl. 1569–1590), zalai szolgabíró, földbirtokos.[4]